# 西藏念珠芥
西藏念珠芥（学名：Torularia tibetica）为十字花科念珠芥属下的一个种。

## 扩展阅读
- 維基物種上的相關：西藏念珠芥